# Mile High
Mile High ist eine britische Fernsehserie.

## Entwicklung
Mile High wurde von 2003 bis 2005 auf dem britischen Fernsehsender Sky1 ausgestrahlt. Die erste Folge wurde am 16. Februar 2003 gesendet. Die letzte Folge wurde am 20. Juli 2005 auf Sky1 gesendet. Die Serie besteht aus zwei Staffeln, die sich auf 39 Episoden aufteilen. Eine Episode dauert 44 Minuten.
In den folgenden Jahren wurde die Serie in Kanada, Estland, Frankreich, Finnland, Deutschland, Irland, Indien, Israel, Niederlande, Neuseeland, Russland, Schweden, Südkorea, Serbien und in den Vereinigten Staaten auf verschiedenen Fernsehsendern ausgestrahlt.

## Handlung
Die Serie zeigt das Leben der Mitglieder einer Kabinencrew eines britischen Flugzeuges der Airline Fresh!. Das Drama startet mit dem ersten Arbeitstag des neuen Flugbegleiters Marco. Seine neue Kollegin Emma hingegen sieht ihre Heiratspläne aufgrund der Rückkehr des Exfreundes John gefährdet. Der Flugbegleiter Jason beginnt eine Affäre mit einer Passagierin.

## Besetzung
| Rolle                              | Schauspieler         | Staffel |
| ---------------------------------- | -------------------- | ------- |
| Emma Coyle                         | Emma Ferguson        | 1       |
| Katherine Cassandra "K.C." Gregory | Sarah Manners        | 1       |
| Jason Murdoch                      | James Redmond        | 1       |
| John Bryson                        | Matthew Chambers     | 1       |
| Janis Steel                        | Jo-Anne Knowles      | 1-2     |
| Lehann Evans †                     | Naomi Ryan           | 1-2     |
| Marco Bailey                       | Tom Wisdom           | 1-2     |
| Will O’Brien                       | Adam Sinclair        | 1-2     |
| Poppy Fields                       | Stacey Cadman        | 2       |
| Captain Nigel Croker               | Christopher Villiers | 2       |
| Charlotte Taylor                   | Sarah Farooqui       | 2       |
| Jack Fields †                      | John Pickard         | 2       |
| Rachel Potter                      | Emma-Jane Portch     | 2       |
| Lorna Newbold                      | Katy Edwards         | 2       |
| Dan Peterson                       | Luke Roberts         | 2       |
| Ed Russell                         | Scott Adkins         | 2       |